# Caio Físio Sabino
Caio Físio Sabino (em latim: Gaius Fisius Sabinus) foi um senador romano nomeado cônsul sufecto para o nundínio de março a abril de 83 com o Marco Ânio Messala. Provavelmente era oriundo da Campânia, de Cápua ou Nola. Seu pai possivelmente era o Caio Físio Po[-] citado como membro de um dos colégios sacerdotais romanos. Nada mais se sabe sobre ele.